# Wladimir Woloschin
Wladimir Woloschin (russisch Владимир Волошин; * 1. Mai 1961) ist ein ehemaliger sowjetischer Radrennfahrer.

## Sportliche Laufbahn
Mit dem Gewinn der Silbermedaille bei den UCI-Straßen-Weltmeisterschaften der Junioren 1979 in Argentinien im Mannschaftszeitfahren trat er erstmalig international hervor.
1981 wurde er Zweiter der Rundfahrt durch die Sowjetunion hinter Wiktor Demidenko, er bestritt in jener Saison auch die Tour de l’Avenir. 1982 siegte er in der Slowakei-Rundfahrt vor Ladislav Ferebauer. In der Jugoslawien-Rundfahrt holte er einen Tageserfolg. 1983 wurde seine erfolgreichste Saison. Er gewann den Giro Ciclistico d’Italia vor Federico Longo und die Rundfahrt durch die Sowjetunion. Dazu kam ein Etappensieg im Grand Prix Guillaume Tell. Woloschin startete häufig bei Etappenrennen, so unter anderem in Frankreich, den Niederlanden, Spanien, Kolumbien und Venezuela. 1985 und 1986 startete er mit der sowjetischen Nationalmannschaft als Amateur in der Vuelta a España. Dabei belegte er 1985 den 32. Platz im Gesamtklassement, 1986 schied er aus.